# Джурджеви ступови
 Тази статия е за манастира в Стари Рас.  За манастира в Черна гора вижте Джурджеви ступови (Черна гора).  
Манастирът „Джурджеви ступови“ или на български Манастирът "Стълбовете на Свети Георги" е православен манастир на Сръбската православна църква намиращ се в областта Стари Рас. От манастира се открива гледка към Нови пазар и долината на Рашка.
За съществуването на манастира се споменава по времето на първия сръбски крал Стефан Първовенчани, който в житието посветено Стефан Неманя (Свети Симеон) отбелязва, че комплексът е изграден през 1171 година от баща му, който по този начин ознаменува победата си на Косово поле над византийците и брат си Тихомир.
Манастирският комплекс е разрушен по време на османското владичество. Архитектурата, интериорът и изписването на манастирската църква го причисляват към т.нар. Рашки стил. Манастирът е реставриран в периода 1960 - 1982 г., а от 1979 година като част от Комплекса „Стари Рас“ е в списъка на световното културно наследство на ЮНЕСКО. Към момента манастирът е действащ.